# بطاهرکلا
بطاهرکلا، روستایی است از توابع بخش بلده شهرستان نور در استان مازندران ایران.
شخص مهم این روستا حسام متولی  پژوهشگر ایرانی است

## جمعیت
این روستا در دهستان شیخ فضل‌الله نوری قرار دارد و براساس سرشماری مرکز آمار ایران در سال ۱۳۸۵، جمعیت آن ۱۰۲ نفر (۴۲خانوار) بوده‌است. مردم این روستا به زبان مازندرانی صحبت میکنند.